# Kao u snu – EKV Live 1991
Kao u snu – EKV Live 1991 – dziesiąty album grupy Ekatarina Velika wydany w 2001 przez wytwórnię EKV Records. Nagrań dokonano 13 grudnia 1991 podczas koncertu w Dom Omladine w Belgradzie.

## Lista utworów
1. „Odgovor” (sł. i muz. M. Mladenović) – 5:07
2. „Siguran” (sł. i muz. M. Mladenović) – 5:48
3. „Kao da je bilo nekad” (sł. M. Mladenović, muz. Ekatarina Velika) – 5:27
4. „Karavan” (sł. i muz. M. Mladenović) – 3:51
5. „Dolce vita” (sł. i muz. M. Mladenović) – 4:22
6. „Idemo” (sł. i muz. M. Mladenović) – 4:03
7. „Glad” (sł. i muz. M. Mladenović) – 3:51
8. „Oči boje meda” (sł. M. Mladenović, muz. Ekatarina Velika) – 4:32
9. „Zemlja” (sł. M. Mladenović, M. Stefanović, muz. Ekatarina Velika) – 4:26
10. „Krug” (sł. M. Mladenović, muz. Ekatarina Velika) – 3:16
11. „Zabranjujem” (sł. i muz. M. Mladenović) – 6:08
12. „Bledo” (sł. i muz. M. Mladenović) – 5:10
13. „Budi sam na ulici” (sł. M. Mladenović, muz. Ekatarina Velika) – 4:53
14. „Ti si sav moj bol” (sł. M. Mladenović, muz. Ekatarina Velika) – 5:51
15. „Ljudi iz gradova” (sł. M. Mladenović, muz. Ekatarina Velika) – 5:37
16. „Novac u rukama” (sł. M. Mladenović, muz. Ekatarina Velika) – 4:04

## Skład
- Milan Mladenović – śpiew, gitara
- Margita Stefanović – instr. klawiszowe, śpiew
- Dragiša Uskoković – gitara basowa
- Marko Milivojević – perkusja
- Tanja Jovićević – dalszy śpiew
- Neša Petrović – saksofon (2, 3)
- Žika Todorović – perkusja (10)

produkcja
- Žan Pol Bučar – mastering